# 2014年—2015年也门政变

目前也门局势
胡塞武装和薩利赫的支持者控制
也门总统阿卜杜拉布·曼苏尔·哈迪支持者控制
阿拉伯半岛基地组织和伊斯兰教法虔信者控制
南方运动組織控制

2014年—2015年也门政变从2014年末开始持续到2015年1月，意在迫使也门政府下台。胡塞武装在2014年9月21日进入首都萨那开始政变，总理穆罕默德·萨利姆·巴桑杜因此辞职。2015年1月22日在胡塞武裝占领总统府、官邸和重要军事设施后，总统阿卜杜·拉布·曼苏尔·哈迪及其内阁辞职。
也门的政治局势在2014年恶化。一系列的静坐和示威游行演变成持续到2015年的武装冲突。2014年8月18日胡塞武裝在萨那发动了一系列针对油价上涨的示威活动。9月21日胡塞武裝控制萨那并迫使总理巴桑杜辞职，胡塞武裝之后与其他政党签署协议成立了新的统一政府。除了胡塞武裝和政府的冲突外，其和基地组织阿拉伯半岛分支间的冲突也体现在了这一系列的抗议中。
2015年1月20日胡塞武裝出乎意料地攻占总统府，而且包围并炮轰总统哈迪的私人官邸。正在官邸工作的哈迪没有受伤，但胡塞武裝夺取了首都的更多地区且有效地控制了也门政府。1月21日亚丁最高安全委员会关闭所有通往亚丁省的海陆空入口。1月22日哈迪内阁集体辞职。当天新闻部长纳迪亚·阿萨卡夫（Nadia Al-Sakkaf）表示，议会否决了总统的辞职请求。根据也门宪法，哈迪的权力理论上将持续至2015年4月22日。

## 背景
胡塞军起初于2014年8月18日进驻首都萨那，设立抗议大本营。数万名人士参与抗议，随之将其演变成冲突。9月10日有7名示威者被安全部队开枪射杀，9月18日再度爆发的冲突导致40名示威者和逊尼派民兵死亡。
抗议活动伴随着胡塞的扩张，于2014年7月8日在胡塞军占领的省会阿姆兰达到高潮。军队击败了310装甲旅，击毙指挥官哈密德·奎沙比（Hameed Al-Qushaibi）。
然而因油价接近完全上涨而随即触发的抗议，让也门政府于7月29日决定削减燃油补贴。2013年燃油补贴成本让也门政府花费30亿，是国家预算的近33%。为回应削减，胡塞军就恢复补贴和组建新政府发动抗议。

## 事件

### 2014年：胡塞军控制萨那
9月19日，叛军袭击萨那，9月21日提前进入城市攻占政府总部，致使指责军队和政府支持起义，谴责哈迪的总理穆罕默德·萨利姆·巴桑杜辞职。胡塞军连同也门其他政治团体，签署题为《和平合作协定》的协议，组建新的统一政府。
9月22日，萨那的战斗至少造成340人死亡。战斗在权力分享协会签订后仍在继续。
总统阿卜杜·拉布·曼苏尔·哈迪的办公室主任艾哈迈德·阿瓦德·本·穆巴拉克，最初于10月7日被提名为巴桑杜的继任者，但他在胡塞军的施压下拒绝该职务。双方123名战士在战斗中被击毙。
10月9日，解放广场一枚自杀式炸弹破坏了原定举行的大型集会。袭击造成47人丧生，75人受伤，绝大多数是胡塞军的支持者。政府官员认为袭击由基地组织阿拉伯半岛分支策划，该组织跟胡塞军和也门政府存在过节。
10月13日，哈迪跟胡塞军达成协议，任命哈立德·巴哈为总理，填补上月巴桑杜受压力辞职所留下的空缺职位。
11月7日，联合国安理会制裁阻扰也门政治进程的前总统阿里·阿卜杜拉·萨利赫，以及胡塞军两名指挥官阿卜杜拉·叶海亚·哈基姆和阿卜杜勒·哈利克·胡锡。萨利赫的政党全国人民大会，为此作出回应，剥夺了总统阿卜杜·拉布·曼苏尔·哈迪的党内职务，指责他煽动制裁。
11月9日，在《和平合作协定》呼吁下成立的新政府宣誓就职。然而，胡塞军和全国人民大会拒绝加入新政府。

### 2015年：政治危机
1月18日，胡塞军绑架总统的办公室主任艾哈迈德·阿瓦德·本·穆巴拉克，在争议中平息设立新宪法的提议。
1月19日，胡塞军包围萨那的首相官邸。当天早些时候叛军和总统卫队爆发激烈冲突，至少8人死亡，随后宣布停战。胡塞活动家侯赛因·阿布哈提表示，组织受到“挑衅”，在星期一的战斗中有两处阵地遭袭。
1月20日，胡塞军袭击总统官邸，扫荡总统府。新闻部长纳迪亚·阿萨卡夫表示，身处住宅内的总统哈迪在一个半小时的“猛烈炮轰”下，受到警卫保护，毫发未损。确保哈迪安全撤离住所后，总统卫队投降。据报道，两名警卫在袭击中被打死。叛军在萨那的街道上徘徊，或坐在配有高射炮的卡车里，在首相官邸和整个城市设卡，加强情报总部在内的重要据点的巡逻。联合国安理会呼吁召开针对事态的紧急会议。联合国秘书长潘基文表示关切也门的“局势恶化”，督促各方停止敌对行为。胡塞运动领袖阿卜杜勒-马利克·胡塞在也门电视台发表长篇讲话，要求哈迪尽快落实胡塞军所需的政治变革。次日，胡塞军卫队占领哈迪住所，但胡塞官员表示，总统可以随心所欲自由来往。也门军方消息人士表示，胡塞军还和平占据了哈迪家附近的军事航空学院和萨那的主要导弹基地。
也门南部港市亚丁地方官员鉴于总统府被胡塞军占据，关闭了该市的机场、港口和陆路口岸。市地方安全委员会称胡塞军的举动是“针对总统个人和整个政治进程的侵略性政变”。
1月21日，政府军和胡塞军达成停火协议，反政府武装的多项要求得以满足，如在议会和国家机构中增加胡塞组织的代表。作为回报，反政府武装表示将撤出其阵地并释放总统办公室主任。然而，停火不久后被打破。
1月22日，哈迪和总理哈立德·巴哈递交辞呈，表示也门的局势已于2014年9月胡塞军进入首都后改变。巴哈为“避免被拖入无法律依据并无建设性的政策深渊中”而宣布辞职。虽然胡塞军高级官员据称对哈迪的辞职表示欢迎，但领导层也发表声明称辞职必须在国家议会批准后才能生效。议会当天拒绝了总统的辞职。根据也门宪法第115条，总统必须等待三个月的时间再向议会递交辞呈，届时议会将不能拒绝让总统辞职。哈迪理论上将保留总统职权至4月22日。

### 权力真空
在政府高层辞职后，亚丁等南方城市的安全官员宣布，不再服从在萨那的中央政府。一些报告表明，南部正寻求独立。
1月23日，胡塞军政变后，数千人在亚丁、荷台达、伊卜、塔伊茲等城市示威，示威者在亚丁国际机场和一些政府大楼升起南也门国旗。一名著名胡塞运动人士从组织辞职，并在Facebook上表示由于胡塞组织已经成为也门当局，他更愿意充当调解员。
据路透社报道，1月25日，南部独立运动的几位领导人宣布南部分裂，但没有讲是整个地区。此外，议会举行特别会议，议员们商榷接受还是拒绝哈迪被取消的辞职。胡塞民兵据报道破坏萨那大学附近的抗议，该过程中几名记者遭到殴打和拘留。
据报道，有组织代表表示，本·穆巴拉克1月27日被胡塞军释放后，移交给舍卜沃省当地部落。同日，胡塞领导人阿卜杜勒·马利克·胡塞在电视讲话中，呼吁各政治派别和部落领导人之间举行会谈，结束政治上的不确定性。多数派别抵制这次会议，只有阿里·阿卜杜拉·萨利赫的全国人民大会参与讨论。据报道，胡塞军提出由北方和南方等量代表组成的六人“过渡总统委员会”，但半岛电视台表示，南方独立运动拒绝参加会谈，亚丁有数百人发动抗议反对该提议。南方独立运动也宣布撤出联合国调停谈判的权力分享协议，称其“毫无意义”。
到一月底，一些美国媒体报道，美国政府已经开始努力深入到胡塞，努力与该组织建立工作关系，尽管官员有反美立场的观点。
2月1日，胡塞军“国民大会”召开的前一天，该组织向也门各政治派别发出最后通牒，警告他们如果没有“达成解决当前政治危机的方案”，那么胡塞“革命领导”将担负起国家的正式权力。胡塞军还收购了10架战机和弹药，将其存放在位於萨达省的基地中。

### 胡塞接管政府
胡塞与也门其他政治派别的谈判过去约一个星期，胡塞武装组织代表在萨那的共和国宫透过电视宣布，到2月6日，组织将正式接管对国家的控制。声明宣布众议院解散，组建“总统委员会”领导也门两年，“革命委员会”则负责组建由551人组成的新议会。国防部长马哈茂德·苏拜希担任最高安全委员会主任，穆罕默德·阿里·胡塞担任革命委员会负责人，即代总统。联合国拒绝承认声明。反对派联席会议缔约方穆罕默德·萨布里推测，胡塞“政变”会导致也门在国际上被孤立。海湾阿拉伯国家合作委员会谴责政变，美国拒绝声明。2月7日，首都萨那、亚丁、塔伊玆和其他主要城市爆发抗议。

### 也门总统哈迪移都亚丁
2015年2月20日，也门总统哈迪逃离胡塞武装组织的软禁，从萨那前往亚丁。随后，他收回之前的辞呈，海合会国家纷纷将使馆迁至亚丁，以表示对哈迪的支持。
2月21日，因萨那被胡塞武装组织占据，哈迪宣布将亚丁作为也门临时首都。

### 沙烏地阿拉伯为首的多国军事支援也门
2015年3月25日，沙烏地阿拉伯宣布在也门展开军事行动，对胡塞武装组织发动空袭，并将也门领空划为禁飞区。沙特驻美国大使Adel al-Jubeir在华盛顿召开的新闻发布会上表示，沙特与海合会国家及其他几国采取联合军事行动，以“保护也门总统哈迪的合法政府”。他并未透露哈迪的去向。美国没有参与此次军事行动，但提供了情报支援。沙烏地阿拉伯宣佈將投入100架戰鬥機、15萬士兵。埃及、摩洛哥、約旦、蘇丹等國已經先後派出戰機，阿拉伯联合酋长国、科威特、卡塔尔和巴林也有部分參與，埃及、蘇丹與約旦已決定派遣士兵投入地面作戰。不過，巴基斯坦仍在仔細研究是否參戰，因為該國與沙烏地阿拉伯及伊朗都有友好關係。
3月26日，阿拉伯卫星电视台报导称，沙烏地动用了100架战斗机执行名为“果斷風暴行動”（Operation Decisive Storm）的任务，阿联酋、卡塔尔、巴林、科威特、约旦、摩洛哥和苏丹共计出动了超过85架战斗机。亚丁当地一名官员称，忠于哈迪的战士夺回了亚丁国际机场，一天前该机场被胡塞武装的同盟力量控制。机场仍处于关闭状态，航班被取消。但总统哈迪仍下落不明。埃及海军派出4艘军舰前往葉門，以確保亞丁灣安全。
3月26日，沙烏地阿拉伯的國營電視台「新聞頻道」（Al Ekhbariya）報導稱，哈迪已經到達了利雅德的一處空軍基地，並會見了沙烏地阿拉伯的國防部長穆罕默德·本·萨勒曼·本·阿卜杜勒-阿齐兹·阿勒沙特，但沒有說明他是如何由亞丁抵達利雅德的。

## 外界影响的指控

### 伊朗
胡塞武装组织来自也门人数较少的什叶派。反对胡塞武装的逊尼派人士一直批评其与伊朗的密切关系。伊朗是中东最大的由什叶派主导的国家，也是也门最大的邻国和盟国沙烏地阿拉伯的长期对手。胡塞势力在萨那的崛起被许多分析人士认为扩大了伊朗在该地区的影响。
白宫发言人约什·厄内斯特在1月份表示目前尚未明确伊朗是否对胡塞军发挥控制作用，但他表示美国政府对它们之间所报道的密切关系感到忧虑。

### 阿里·阿卜杜拉·萨利赫
也门前总统阿里·阿卜杜拉·萨利赫辞职后，一直在国内政坛保持着显著的影响力。众多媒体报道都暗示萨利赫跟胡塞军势力的崛起有关联。半岛电视台甚至声称收到萨利赫和胡塞领导者通话协调萨那沦陷后策略的通话录音。
胡塞军占领政府总部后，总统哈迪受压而同意建立的“统一政府”也被萨利赫的政党全国人民大会与胡塞军一同抵制。撤出政治调解进程使美国和联合国在2014年11月初对萨利赫和胡塞领导者实行了制裁。